# Neoerastria caduca
Neoerastria caduca là một loài bướm đêm trong họ Noctuidae.